# Ентолома смердюча
Ентолома смердюча, рожевопластинник смердючий (Entoloma nidorosum) — вид грибів роду ентолома (Entoloma). Гриб класифіковано у 1872 році.

## Будова
Гола блискуча шовковиста шапка плоскорозпростерта, інколи увігнута, зрідка з невиразним горбочком у центрі. Розміром 5–7 см у діаметрі. Кольору оливкувато-сірого, але при підсиханні світліє. Пластинки білі, згодом брудно-рожеві. Гола білувата ніжка вгорі борошниста, в середині щільна, згодом з порожниною. М'якуш має сильний аміачний запах.

## Життєвий цикл
У лісі достигає у жовтні, в степу утворює плодові тіла з кінця травня й по середину червня.

## Поширення та середовище існування
Євразія та Північна Америка. В Україні: Правобережне Полісся, Лівобережне Полісся та Старобільський злаково-лучний Степ. Сосново-дубові та осокорові ліси. Цілинні різнотравно-типчаковоковилові степи.

## Практичне використання
Отруйний.

## Природоохоронний статус
Включений до третього видання Червоної книги України (2009 р.).